# 朗德勒西
朗德勒西（法語：Landrecies，發音：[lɑ̃dʁəsi]），法国北部城市，上法兰西大区北部省的一个市镇，隶属于埃尔普河畔阿韦讷区，其市镇面积为21.7平方公里，2022年1月1日时人口数量为3,414人，在法国市镇中排名第3,306位（2022年）。
朗德勒西位于北部省东南部，桑布尔河畔，克雷伊—热蒙铁路由此通过，是一个区域性的中心城市。

## 地名来源
根据当地官方网站的论述，“Landrecies”一名最初以“Landarik”的形式在中世纪初出现。该名称的含义及来源尚有待考证。

## 历史

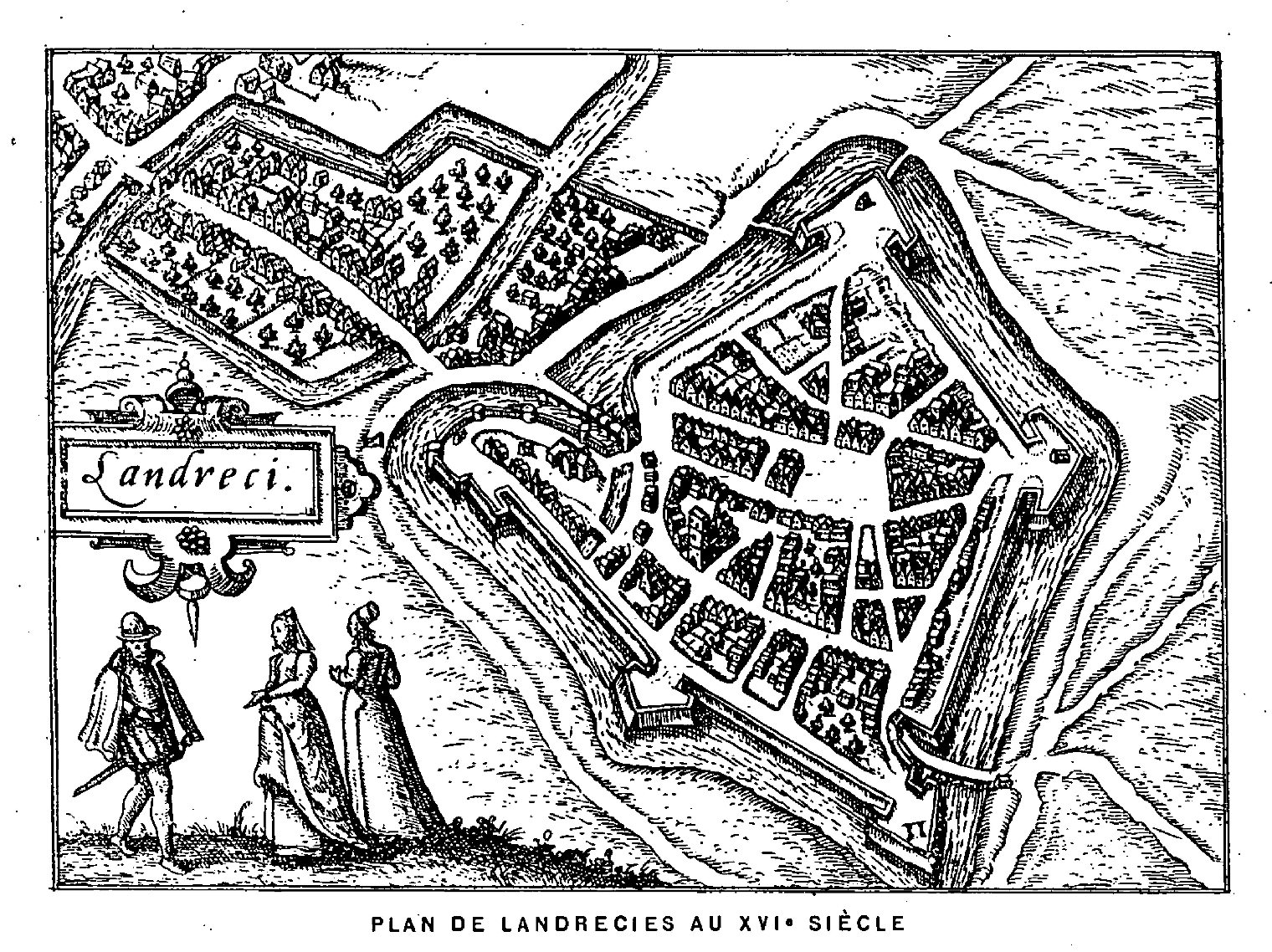
十六世纪绘制的朗德勒西地图

朗德勒西的早期历史尚不清楚。根据当地官方网站的论述，朗德勒西在史前时代及古典时期就已出现人类活动。公元十一世纪时，朗德勒西被阿韦讷领主获得。十三世纪时，阿韦讷与布卢瓦-沙蒂永家族联姻，伯爵于格二世于1303年开辟朗德勒西集市，朗德勒西逐渐发展成为一座商业重镇。英法百年战争期间，朗德勒西曾被勃艮第控制，其城市于1477年被路易十一烧毁。此后朗德勒西被神圣罗马帝国控制，该地于1521年、1543年、1637年、1647年和1655年五次被法兰西军队攻陷。1659年《比利牛斯条约》签订后，朗德勒西被正式划入法兰西王国。法军曾在朗德勒西建立军事基地，其城墙曾被沃邦加固。法国大革命后，朗德勒西成为北部省的一个市镇，并自1793年起成为该省的一个县治。第一次反法同盟期间，朗德勒西曾遭到严重破坏。工业革命期间，途经朗德勒西的运河及铁路相继建成，当地出现了多个工业部门。第一次世界大战末期，朗德勒西镇中心遭到轰炸。二十世纪中后期，朗德勒西新增了多处公共设施及建筑。2014年，朗德勒西县被撤销。

## 地理

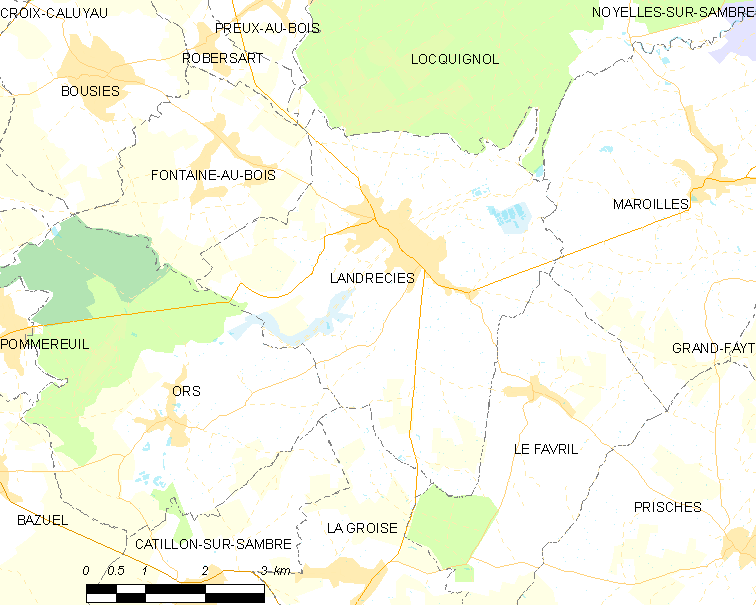
朗德勒西市镇范围地图

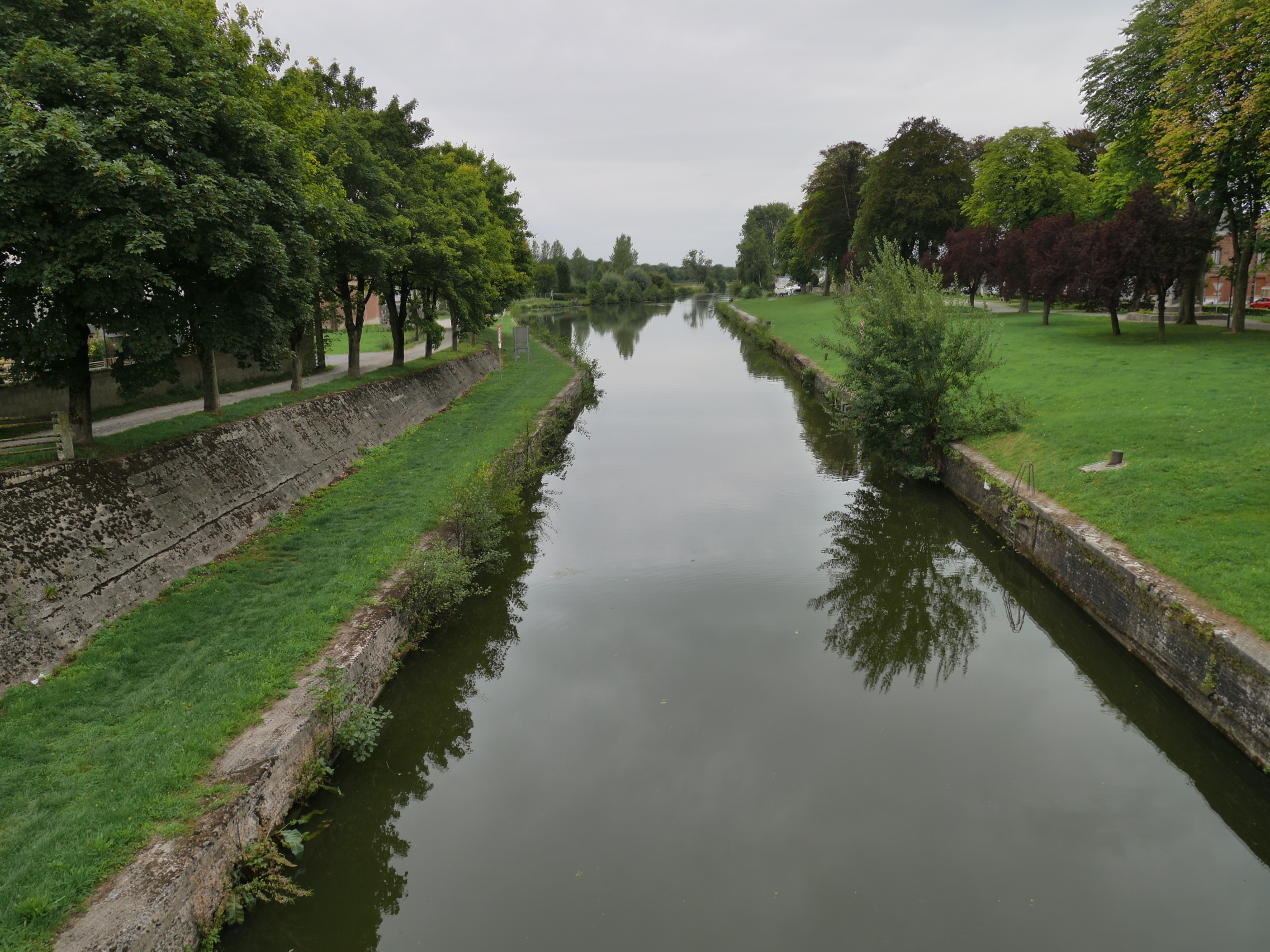
桑布尔河—瓦兹河运河朗德勒西境内的水闸

朗德勒西位于法国北部，上法兰西大区东北部和北部省东南部，距离省会里尔大约83公里。与朗德勒西接壤的市镇包括：勒法夫里勒、枫丹欧布瓦、拉格鲁瓦斯、洛基尼奥勒、马鲁瓦勒和奥尔。

### 地形
朗德勒西位于阿韦努瓦地区（Avesnois）西部腹地，境内以缓丘为主，市镇中心位于一处河谷地带，整体地势自河谷内部向两外侧略有抬升，全境海拔在110到179米之间。

### 水文
桑布尔河自向南向东北流经朗德勒西镇中心，其右岸支流里维耶雷特河在此与其交汇，此外人工开凿的桑布尔河—瓦兹河运河以朗德勒西为起点向南延伸。

### 植被
朗德勒西属于温带阔叶混交林区，是阿韦努瓦自然保护区的一部分，其市镇北侧为莫尔马勒森林，市镇范围内的林地多分布于河流附近及坡地地带，镇中心的公共花园（Jardin public）是当地的一处城市绿地。
在鲜花城市的评比中，朗德勒西暂未被评级。

### 自然灾害
朗德勒西的地震危险度等级为3级，属于中等危险；氡辐射等级为1级，属于低危险。1982至2025年5月间，朗德勒西境内共发生6次有记录的自然灾害，其中4次洪涝。

### 气候
朗德勒西在柯本气候分类法中属于温带海洋性气候（Cfb）。

## 行政区划
朗德勒西的市镇编号为59331，邮政编号为59550。
在行政管理方面，朗德勒西隶属于法国上法兰西大区北部省埃尔普河畔阿韦讷区；在地方选举方面，朗德勒西隶属于埃尔普河畔阿韦讷县的中央投票站所在地，其市镇范围全境被划入北部省第十二选区；在社会管理方面，朗德勒西是莫尔马勒地区市镇公共社区的组成部分。
截至2025年5月，朗德勒西市镇范围内暂无任何安全优先街区及城市政策优先街区。
法国国家统计与经济研究所（简称“INSEE”）在进行数据统计时，将朗德勒西市镇单独设为朗德勒西城市核心区（Unité urbaine de Landrecies），未将包括朗德勒西划入任何城市辐射区（Aire d'attraction）。此外，INSEE还将朗德勒西市镇整体看作一个“块区”（IRIS），以便于统计人口分布情况。

## 交通

### 公路
北部省省道D43线、D160线、D934线、D959线和D964线在朗德勒西境内交汇。上法兰西大区下属的北部省城际客运三区（Arc-en-Ciel 3）954线、974线、982线、987线和989线经停朗德勒西，可通往勒卡托康布雷西、勒凯努瓦、欧努瓦-艾姆里、埃尔普河畔阿韦讷、卡尔蒂尼等地。
2021年，68.4%的朗德勒西家庭拥有至少一辆私人汽车。2023年，朗德勒西境内共发生各类交通事故1起，造成1人受伤。
| 14 | 44 |

| 22 | 29 |

| 里尔 | 83 |

| 瓦朗谢讷 | 35 |

| 欧努瓦-艾姆里 | 17 |

| 勒卡托康布雷西 | 13 |

| 吉斯 | 27 |

| 阿韦讷 | 19 |

### 铁路

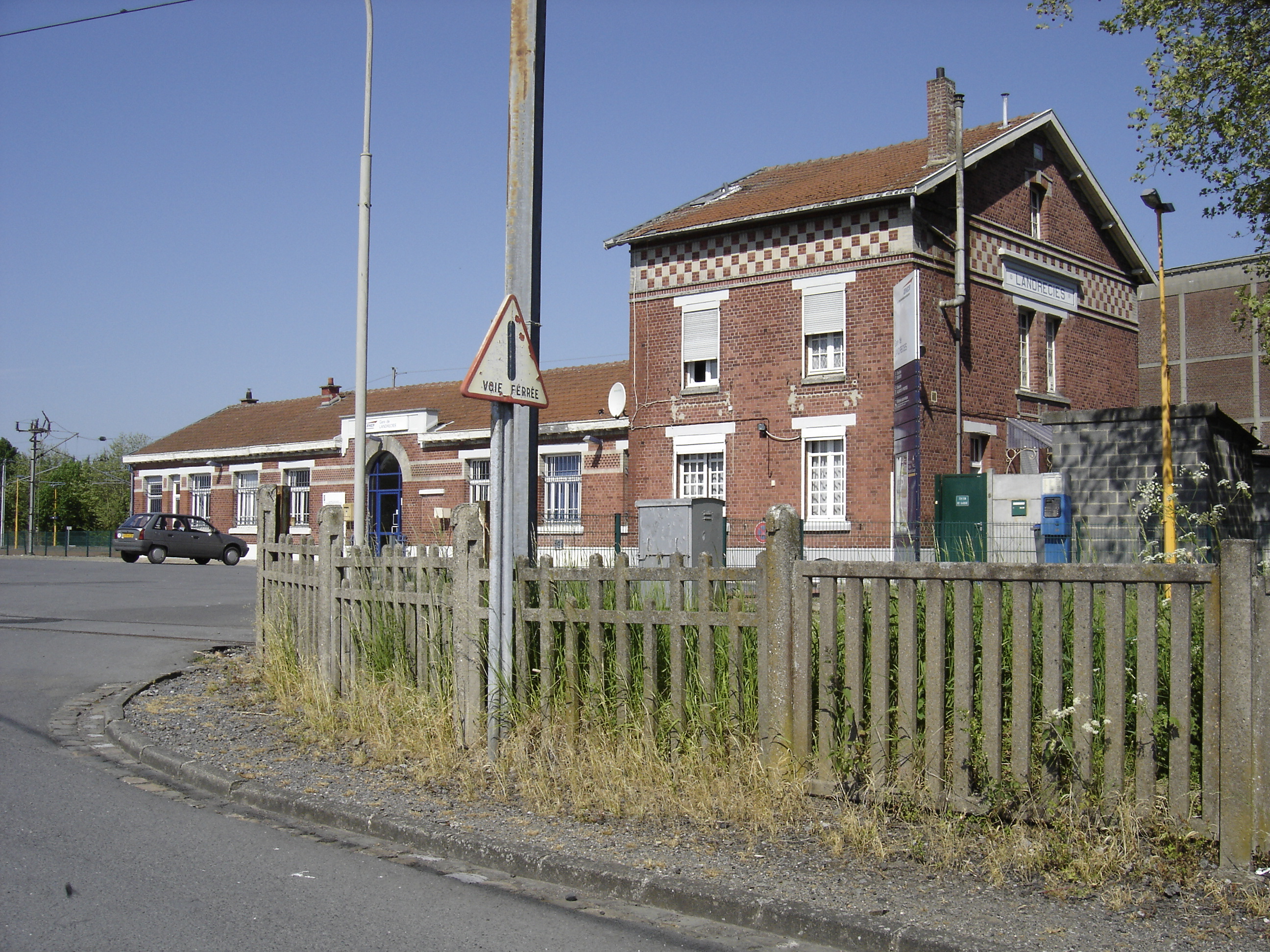
朗德勒西火车站旁的道口

朗德勒西位于克雷伊—热蒙铁路上。朗德勒西站位于朗德勒西市区西北部，该站停靠往返于圣康坦和莫伯日一线的区域列车。

### 航空
朗德勒西距离布鲁塞尔南部-沙勒罗瓦机场的普通公路里程大约80公里。

### 城市公共交通
截至2025年5月，朗德勒西暂无城市公共交通系统。

## 政治

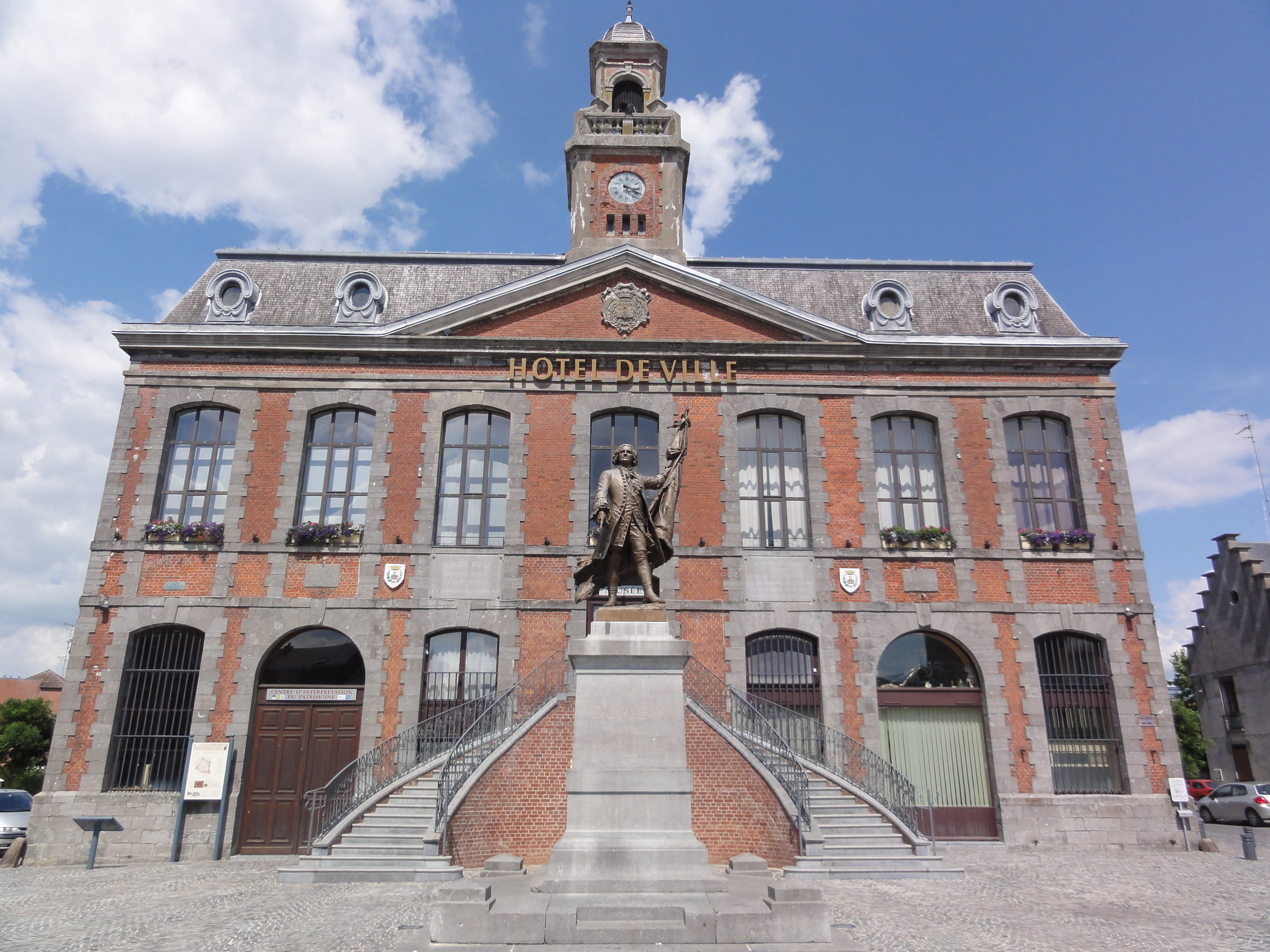
朗德勒西市政厅

朗德勒西的现任市长为弗朗索瓦·埃尔朗先生（François ERLEM），他是一名左翼无党派人士，在2020年的市政选举中获得了60.28%的支持率。
在2022年的法国总统大选的第二轮选举中，法国极右翼政党国民阵线主席玛丽娜·勒庞在朗德勒西获得了63.23%的支持率。

## 人口
2022年，朗德勒西市镇人口数量为3,414，在法国排名第3,306位。其中男性1,679人，女性1,756人，75岁及以上人口占8.3%，外籍人口数量为26人，人口密度为157人/平方公里，当地居民被称为（男性）或（女性）。2015至2021年间，朗德勒西的人口增长率为–0.3%。2022年，朗德勒西境内出生32人，死亡人口56人。
| 朗德勒西1901年－2022年人口变化情况 |
|                                    |
| 数据来源：Cassini、INSEE           |

## 经济
朗德勒西是一个区域性的中心城市。INSEE于2020年将朗德勒西划入莫伯日就业区（Zone d'emploi de Maubeuge），并又于2022年将其划入朗德勒西生活区（Bassin de vie de Landrecies）。截至2024年底，朗德勒西市镇范围内共有各类用人单位（包含自雇）490家，比上一年同期新增23家；（暖通工程）及（传统餐饮）是当地2023年已公布营业额最高的两个企业，分别为527,382欧元和487,497欧元。

## 财政与居民收入
2023年，朗德勒西的财政收入总额为3,769,780欧元，财政支出总额为3,134,650欧元，当年的债务总额为3,187,020欧元。2023年，朗德勒西市镇通过增值税获得298,800欧元的收入，此外当地还共获得了669,470欧元的国家直接财政补助。
| 朗德勒西居民收入情况                             | 朗德勒西居民收入情况 | 朗德勒西居民收入情况 | 朗德勒西居民收入情况 |
| 内容                                             | 朗德勒西             |                      | 法國                 |
| ------------------------------------------------ | -------------------- | -------------------- | -------------------- |
| 居民平均时薪                                     | 13.1欧元（2022年）   | 15.9欧元（2022年）   | 17欧元（2022年）     |
| 高级职员人均时薪                                 | 23.1欧元（2022年）   | 26.1欧元（2022年）   | 29.1欧元（2022年）   |
| 中级职员人均时薪                                 | 15.6欧元（2022年）   | 16欧元（2022年）     | 16.6欧元（2022年）   |
| 普通职员人均时薪                                 | 11.2欧元（2022年）   | 11.7欧元（2022年）   | 12.1欧元（2022年）   |
| 工人人均时薪                                     | 12.3欧元（2022年）   | 12.2欧元（2022年）   | 12.5欧元（2022年）   |
| 贫困率                                           | 27%（2021年）        | 19.5%（2021年）      | 14.5%（2021年）      |
| 青壮年（15至64岁）失业率                         | 18.8%（2021年）      | 15.5%（2021年）      | 10.4%（2021年）      |
| 家庭总数                                         | 1,525（2022年）      | 1,650（2022年）      | 1,160（2022年）      |
| 征税家庭数量占比                                 | 28.3%（2023年）      | 47.7%（2022年）      | 44.8%（2022年）      |
| 家庭年均纳税                                     | 2,544欧元（2023年）  | 3,156欧元（2022年）  | 4,481欧元（2022年）  |
| 资料来源：INSEE、L'Internaute、Le Journal du Net |                      |                      |                      |

## 社会事务

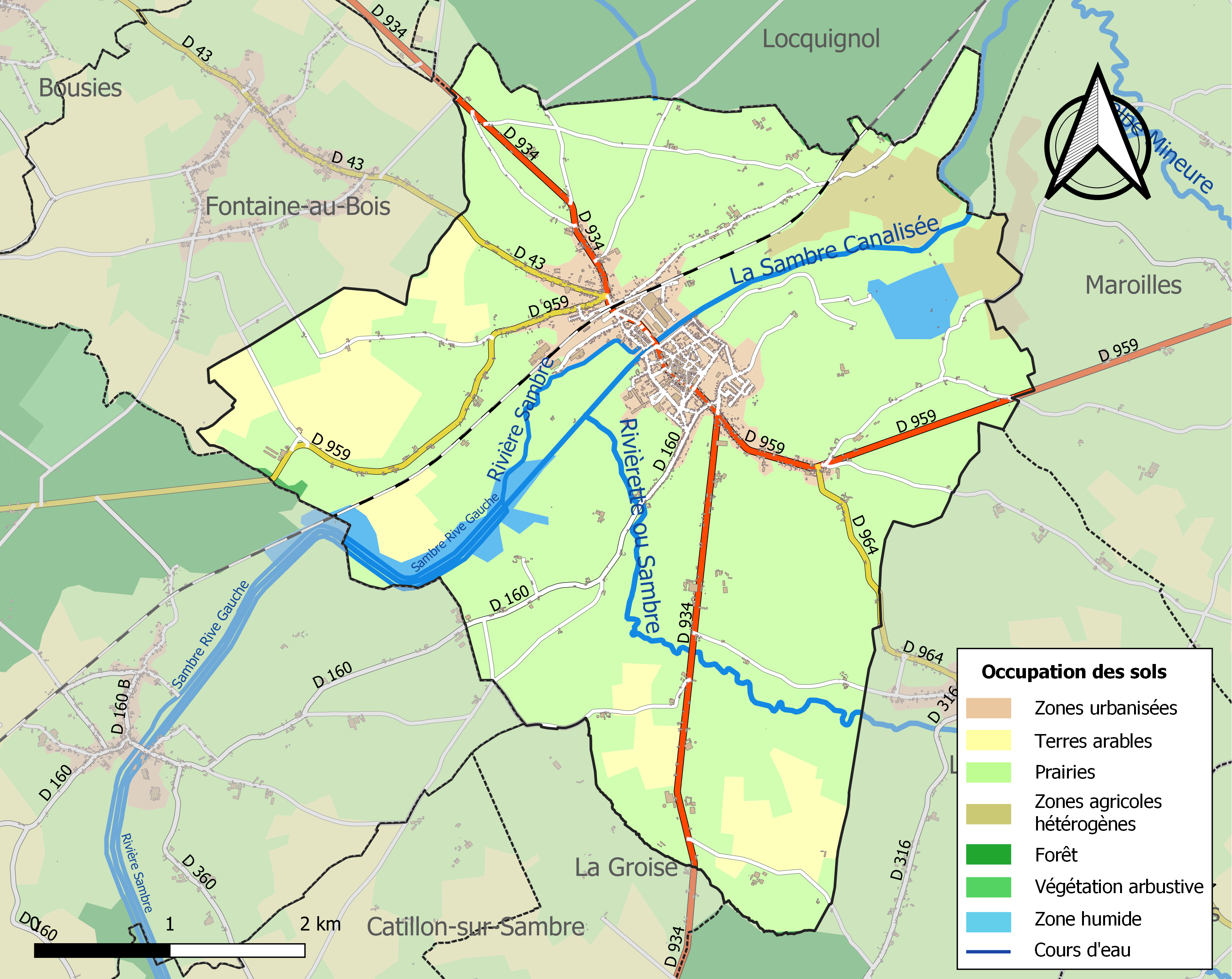
朗德勒西土地利用情况地图

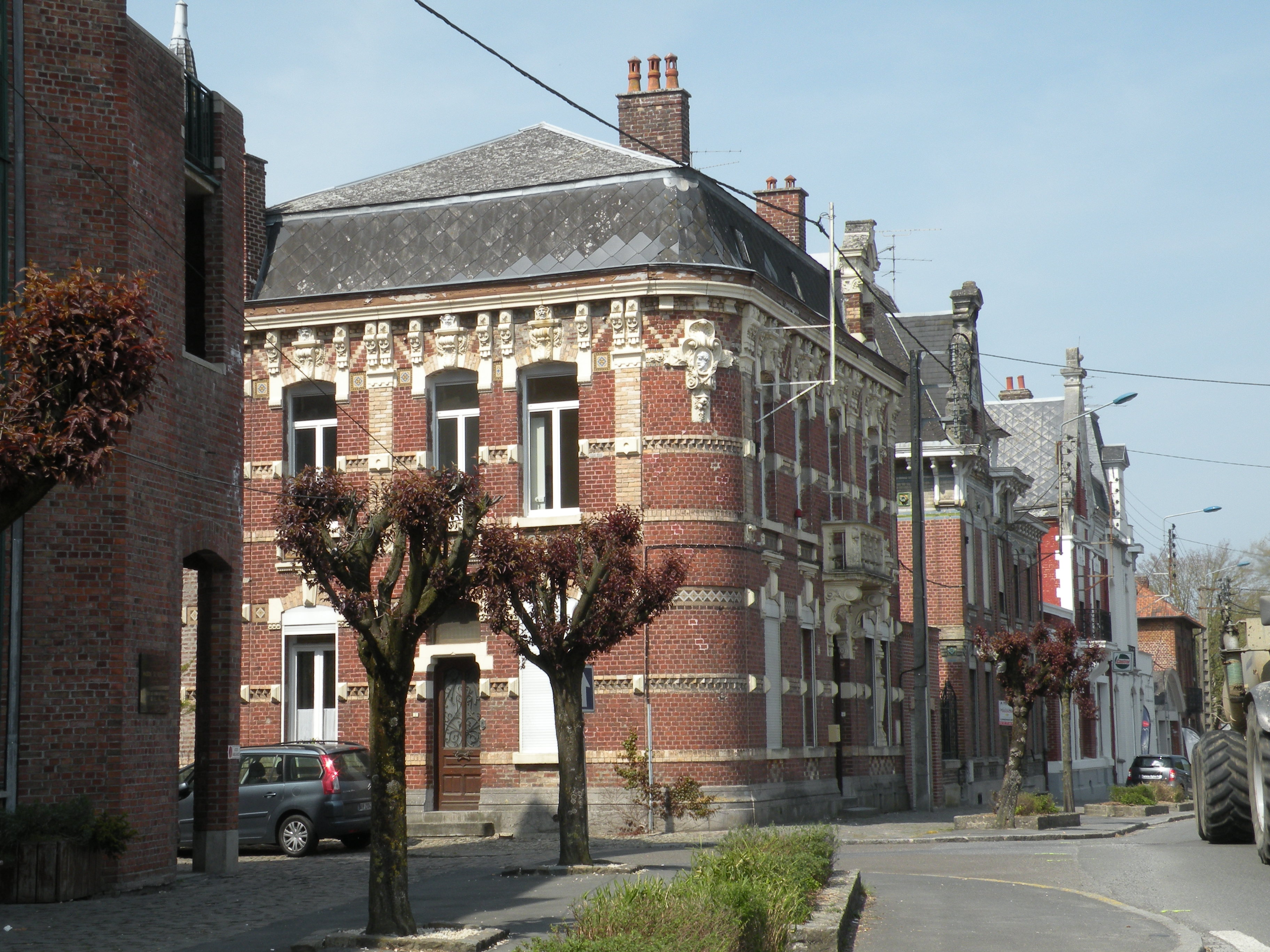
镇中心民居

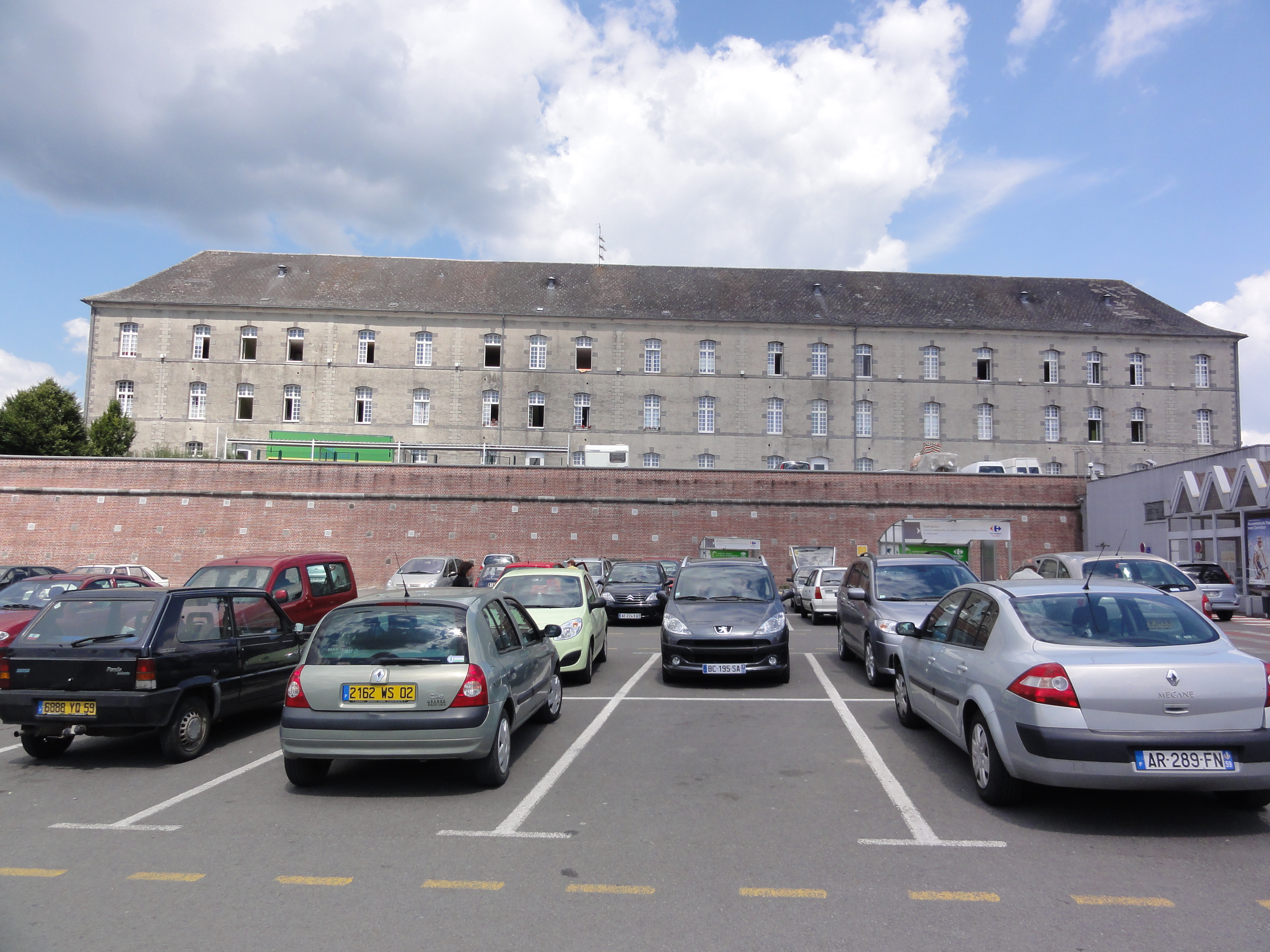
家乐福超市停车场，后方为比龙营地

### 教育
朗德勒西属于里尔学区。截至2023年1月1日，朗德勒西境内共有1所幼儿园、1所小学、1所初级中学和1所普通高中。2022至2023学年度，朗德勒西境内共有在校中等教育阶段学生867名。

### 医疗
截至2023年1月1日，朗德勒西境内共有全科医生5名、保健师3名、牙医2名、护士3名、助产士1名、药房2家、养老院1家、残疾人帮扶中心1家。
距离朗德勒西最近的区域性医疗机构为勒卡托康布雷西中心医院（Centre Hospitalier du Cateau-Cambrésis），其主病区医院位于勒卡托康布雷西市区西侧，距离朗德勒西市区的正常车程大约16分钟，该院设有床位121个。

### 住房
2021年，朗德勒西境内共有各类住房1,793套，其中70.4%为独立式住宅，29.6%为集中式住宅。常住房屋占朗德勒西市镇范围内居民建筑总量的87.3%。2023年，朗德勒西的居住税率为25.47%，不动产税率为46.95%（其中空置土地的不动产税率为54.50%）。
在住房保障政策方面，2023年，朗德勒西境内共有810户家庭获得了家庭津贴补助，受益人数占总人口数量的23.7%，其中465份为房租补助。

### 商业
2021年，朗德勒西境内共有各类实体商铺81家，其中餐厅10家、大型超市2家、面包房3家、肉铺2家、书店1家、银行门店3家、美容美发店4家、汽车维修店6家。朗德勒西镇中心建有一家家乐福超市，市区南部还有一家Aldi卖场。

### 体育
2023年，朗德勒西境内共有2间体育馆、1处网球场、3处足球或橄榄球场以及3处篮球或排球场。
截至2025年5月，朗德勒西体育会（Union Sportive Landrecies，编号513999）是朗德勒西境内唯一的一家注册足球俱乐部，其主队2024至2025赛季参加北部省足球联赛己组（法国第十四级别），其主场为让-克洛德·德罗球场（Stade Jean-Claude Draux）。

### 环境
朗德勒西的环境事务由其所属的莫尔马勒地区市镇公共社区联合各级政府协调负责。2021年，朗德勒西境内暂无污染企业。

### 治安
2021年，朗德勒西市镇范围内共有1处宪兵队。
2024年，朗德勒西市镇范围内累计记录各类案件163起，其中盗窃类案件25起，人身侵犯类案件83起，毒品交易类案件18起。

## 文化

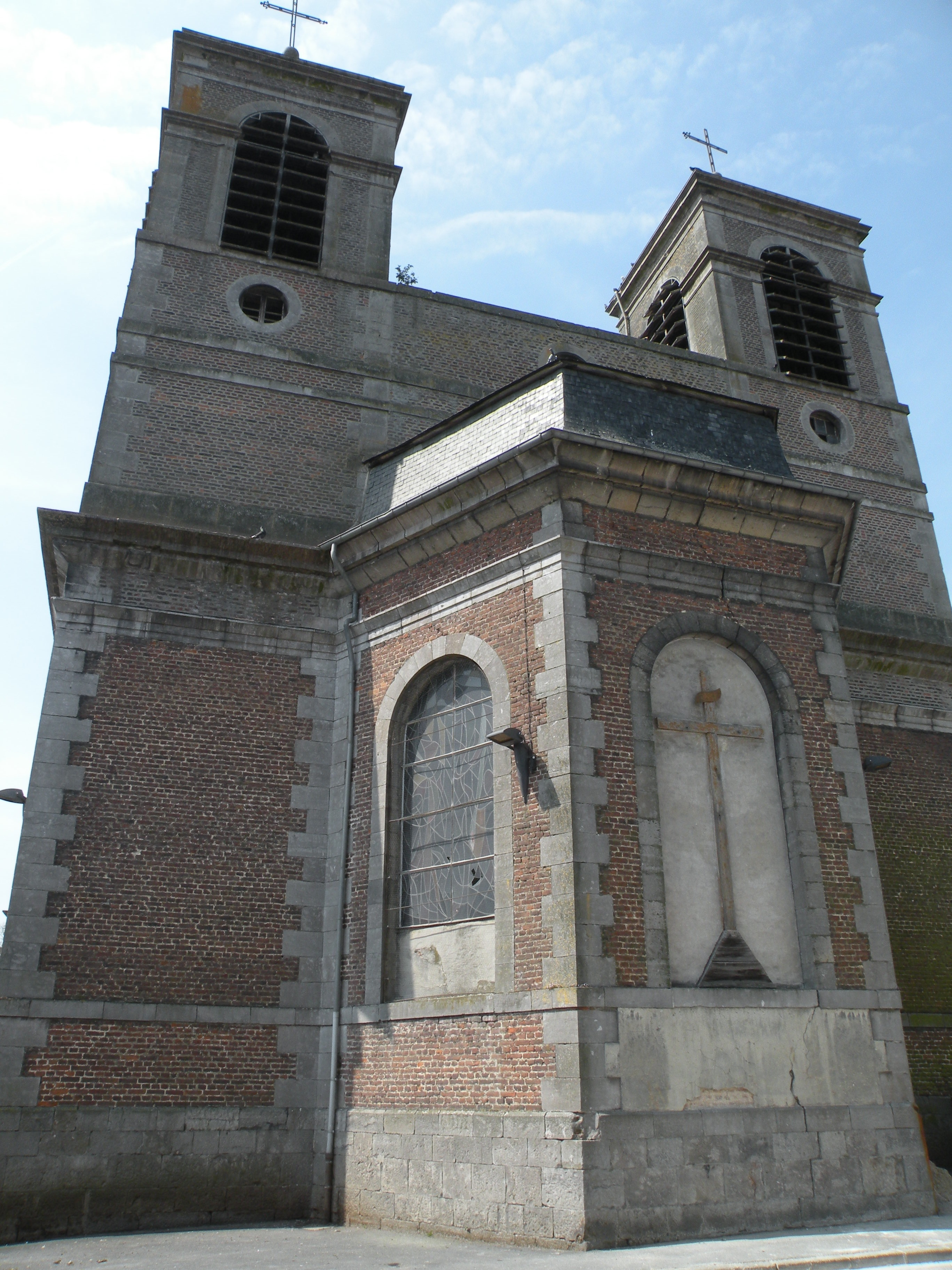
伯多禄-保罗圣人教堂

2021年，朗德勒西境内暂无任何文化设施。朗德勒西境内建有菲利普·拉穆尔市政多媒体中心（Médiathèque municipale Philippe Lamour），每周一（需预约）、二、三、五、六向公众开放。

### 建筑
截至2025年5月，朗德勒西境内暂无法国国家文物保护单位，伯多禄-保罗圣人教堂（Église Saints-Pierre-et-Paul de Landrecies）、普德里耶尔塔、朗德勒西城墙等是当地的地标性建筑物。

### 旅游
朗德勒西的旅游事务由其所属的莫尔马勒地区市镇公共社区联合各级政府协调负责。2024年，朗德勒西境内共有1家酒店共计22间房间。

### 媒体
法国主要的媒体均可在朗德勒西接收，法国电视三台下属的上法兰西大区频道在部分时段播出朗德勒西所在北部省的地方新闻。《北部之声》、Ici北部、Wéo北部-加来海峡等是当地主要的地方性媒体。

## 相关人物
法兰西王国殖民地行政官约瑟夫·弗朗索瓦·迪普莱克斯、军事家亨利-雅克-纪尧姆·克拉克和法国将军巴泰勒米·勒布伦、医学家安托万·路易·迪热斯、植物学家让-马里·热于出生于朗德勒西。

## 友好城市
截至2025年5月，朗德勒西共与两座城市建立了友好城市关系：
- 比利时 马纳日
- 波蘭 杰米亚内（波兰语：Dziemiany (gmina)）